# ピーディーシー
ピーディーシー株式会社（PDC Co., Ltd.）はパナソニックグループのデジタル映像トータルソリューション企業である。
「PDC」はPanasonic Digital Communicationsの略。